# انتقام امانوئل
انتقام امانوئل (ایتالیایی: Emanuelle e Françoise le sorelline، ت. «امانوئل و فرانسین، دو خواهر») یک فیلم درام ایتالیایی به کارگردانی جو داماتو و برونو ماتی است. از بازیگران آن می‌توان به جرج ایستمن، ماسیمو وانی، لوچانو روسی، رزماری لینت، پاتریتسیا گوری و بریژیت لائه (فقط در نسخهٔ آلمانی) اشاره کرد.